# Prichtovski
Prichtovski (del ruso: Причтовский) es un jútor del raión de Maikop en la república de Adiguesia de Rusia. Está situado en la orilla izquierda del río Bélaya, 3 km al este de Tulski y 10 km al sur de Maikop, la capital de la república. Tenía 384 habitantes en 2010
Pertenece al municipio Pobedenskoye.